# Gevenich
Gevenich település Németországban, Rajna-vidék-Pfalz tartományban. Lakosainak száma 719 fő (2023. december 31.).

## Népesség
A település népességének változása:
| Lakosok száma | 561  | 668  | 686  | 716  | 720  | 719  |
|               | 1975 | 2017 | 2019 | 2021 | 2022 | 2023 |